# Joshua Taylor
Joshua Kainoa Taylor (Honolulu, 28 maggio 1992) è un ex pallavolista e allenatore di pallavolo statunitense, nel ruolo di opposto, allenatore associato della Wyoming.

## Biografia
Fratello maggiore della pallavolista Nikki Taylor, è sposato con l'ex pallavolista e allenatrice Molly Kreklow.

## Carriera

### Giocatore

#### Club
La carriera di Joshua Taylor inizia nel 2007, quando entra a far parte della squadra di pallavolo della Punahou School. Terminate le scuole superiori, gioca anche a livello universitario, quando entra a far parte della Pepperdine, partecipando alla NCAA Division I dal 2012 al 2015 e ricevendo anche qualche riconoscimento individuale.
Nella stagione 2015-16 firma il suo primo contratto professionistico, andando a giocare in Finlandia col LEKA di Kuopio, club impegnato nella Lentopallon Mestaruusliiga. Nella stagione seguente approda invece nella Qatar Volleyball League, vestendo la medaglia dell'Al-Sadd: al termine dell'annata si ritira dalla pallavolo giocata.

#### Nazionale
Fa parte della nazionale statunitense Under-19 e di quella Under-21, con la quale si aggiudica la medaglia d'oro al campionato nordamericano 2010.

### Allenatore
Nel 2017 viene assunto come assistente allenatore dalla Missouri, venendo poi promosso nel ruolo di allenatore nel 2019. Dopo aver lasciato le Tigers al termine del 2022, nel gennaio seguente viene ingaggiato dalla Wyoming come allenatore associato.

## Palmarès

### Nazionale (competizioni minori)
- Campionato nordamericano Under-21 2010

### Premi individuali
- 2014 - All-America Second Team
- 2015 - All-America First Team